# Scattering di Mott
Lo scattering di Mott, che prende il nome dal fisico Nevill Francis Mott (premio nobel per la fisica nel 1977), indica lo scattering di un elettrone con un campo esterno.

## Descrizione QED
Per descrivere quantitativamente lo scattering di Mott, occorre considerare la teoria quantoelettrodinamica (QED), nella trattazione di Dirac, per particelle di spin 1/2.
Per il processo considerato l'ampiezza di transizione è data da:
{\displaystyle T_{fi}=-i\int \!{j^{a}}_{fi}A_{a}d^{4}x}
dove j è la corrente associata all'elettrone e A è il campo esterno.
Se come campo esterno si considera il campo coulombiano, si ottiene:
{\displaystyle T_{fi}=-i2\pi \delta (E_{f}-E_{i}){\frac {(Ze^{2})^{2}}{q^{4}}}\ |{\bar {u}}_{f}\gamma ^{0}\ u_{i}|^{2}}
dove q è la variazione del quadrimpulso dell'elettrone, {\displaystyle {\bar {u}}_{f}} è lo spinore di Dirac associato all'elettrone dopo lo scattering, mentre {\displaystyle {u}_{i}} è lo spinore associato all'elettrone prima dello scattering.